# البنك المركزي الكيني
البنك المركزي الكيني هي السلطة النقدية في كينيا . يقع مكتبه الرئيسي في نيروبي. تأسس البنك التجاري الكيني عام 1966 بعد حل مجلس شرق إفريقيا للعملة. الدكتور باتريك نغوجي نجوروجي هو المحافظ الحالي لبنك كينيا المركزي وشيلا امبيجوي هي نائبة المحافظ.

## الهيكل التنظيمي

### إدارة
يتكون فريق الإدارة التنفيذية للبنك من المحافظ ونائب المحافظ ورؤساء الإدارات. يتولى المحافظ دور الرئيس التنفيذي للبنك وبالتالي فهو مسؤول عن إدارته الكلية. المحافظ هو أيضا المتحدث الرسمي للبنك.

## روابط خارجية
الموقع الرسمي